# 京都きづ川病院
京都きづ川病院（きょうときずがわびょういん）とは、医療法人啓信会が京都府城陽市に設置する病院である。

## 沿革
- 1980年4月1日 - 開設（一般病棟100床）[1]
- 1983年 - 増床（一般病棟170床）
- 1985年 - 増床（一般病棟185床）
- 1985年 - ICU設置
- 1996年 - 増床（一般病棟313床）

## 診療科
- 内科
- 循環器内科
- 消化器内科
- 神経内科
- 放射線科
- 小児科
- 外科
- 肛門外科
- 脳神経外科
- 整形外科
- 泌尿器科
- 皮膚科
- 麻酔科
- リウマチ科
- リハビリテーション科

## 医療機関の指定など
（下表の出典）
| 保険医療機関                                   | 労災保険指定医療機関                                                                              |
| 身体障害者福祉法指定医の配置されている医療機関 | 精神保健及び精神障害者福祉に関する法律（昭和25年法律第123号）に基づく指定病院又は応急入院指定病院 |
| 特定疾患治療研究事業指定医療機関               | 生活保護法指定医療機関                                                                            |
| DPC導入病院                                    | 小児慢性特定疾患治療研究事業指定医療機関                                                          |
| 原子爆弾被害者一般疾病医療取扱医療機関         | 第二種感染症指定医療機関                                                                          |

- 救急告示病院（二次救急）[3]
- 公益財団法人日本医療機能評価機構認定病院[4]

## 交通アクセス
- 近鉄京都線 「久津川駅」下車、徒歩西へ約20分。
- 国道24号線「城陽平川」交差点南。
- 当院送迎バスが、市北部の駅・住宅地に向けて運行されている。また、当院が所在する城陽市の北西部には路線バスが運行されていないため、このバスを通院以外の目的であっても乗車可能とする協力が行われている。